# Almodóvar del Campo
Almodóvar del Campo é um município da Espanha na província de Ciudad Real, comunidade autónoma de Castilla-La Mancha, de área 1206 km² com população de 6936 habitantes (2006) e densidade populacional de 5,75 hab./km².

## Demografia
| Variação demográfica do município entre 1991 e 2004 | Variação demográfica do município entre 1991 e 2004 | Variação demográfica do município entre 1991 e 2004 | Variação demográfica do município entre 1991 e 2004 |
| --------------------------------------------------- | --------------------------------------------------- | --------------------------------------------------- | --------------------------------------------------- |
| 1991                                                | 1996                                                | 2001                                                | 2004                                                |
| 7723                                                | 7727                                                | 7139                                                | 7011                                                |